# Cadillac CT4
Cadillac CT4 – samochód osobowy klasy średniej produkowany pod amerykańską marką Cadillac od 2019 roku.

## Historia i opis modelu

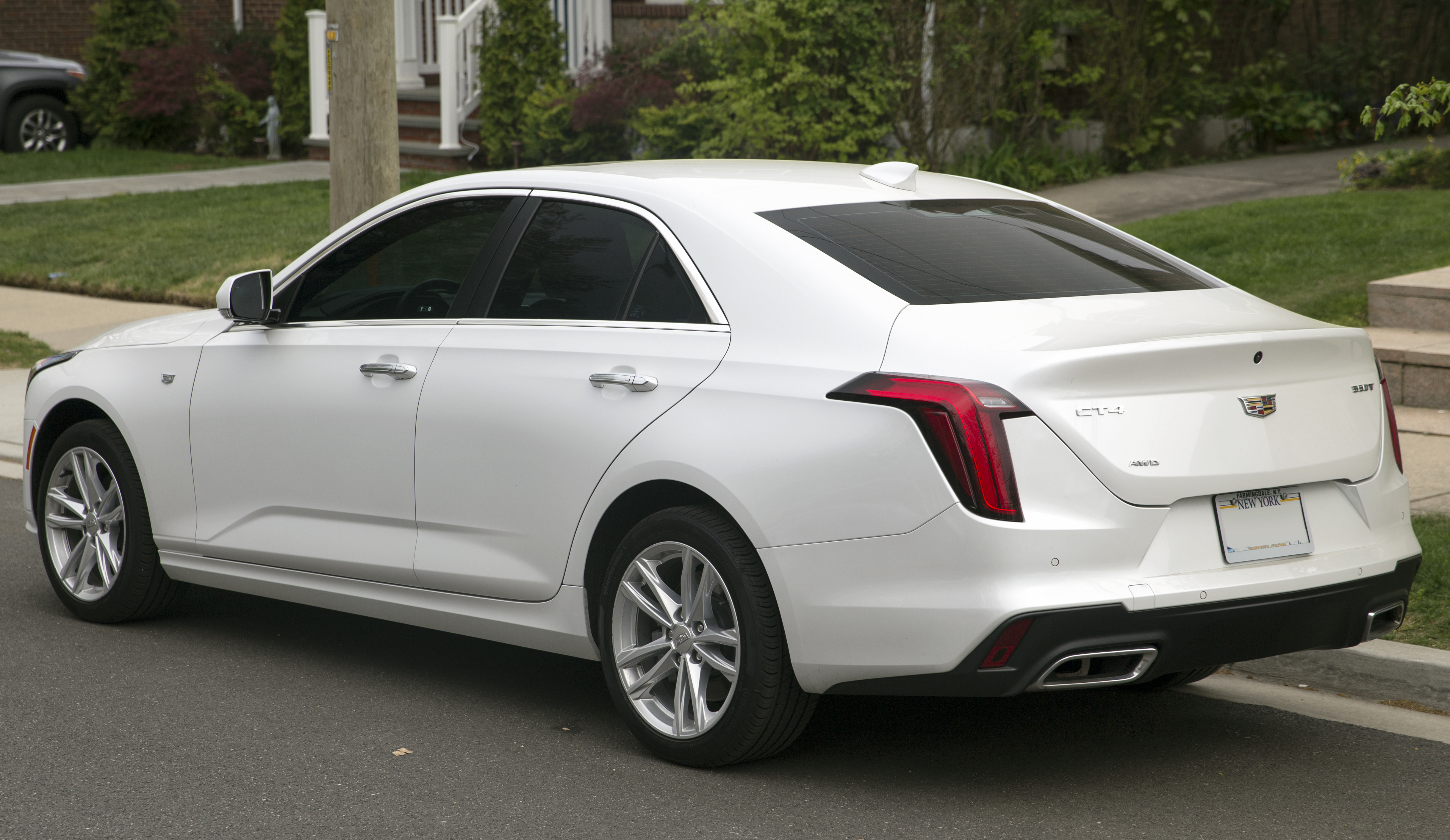
Cadillac CT4 - tył

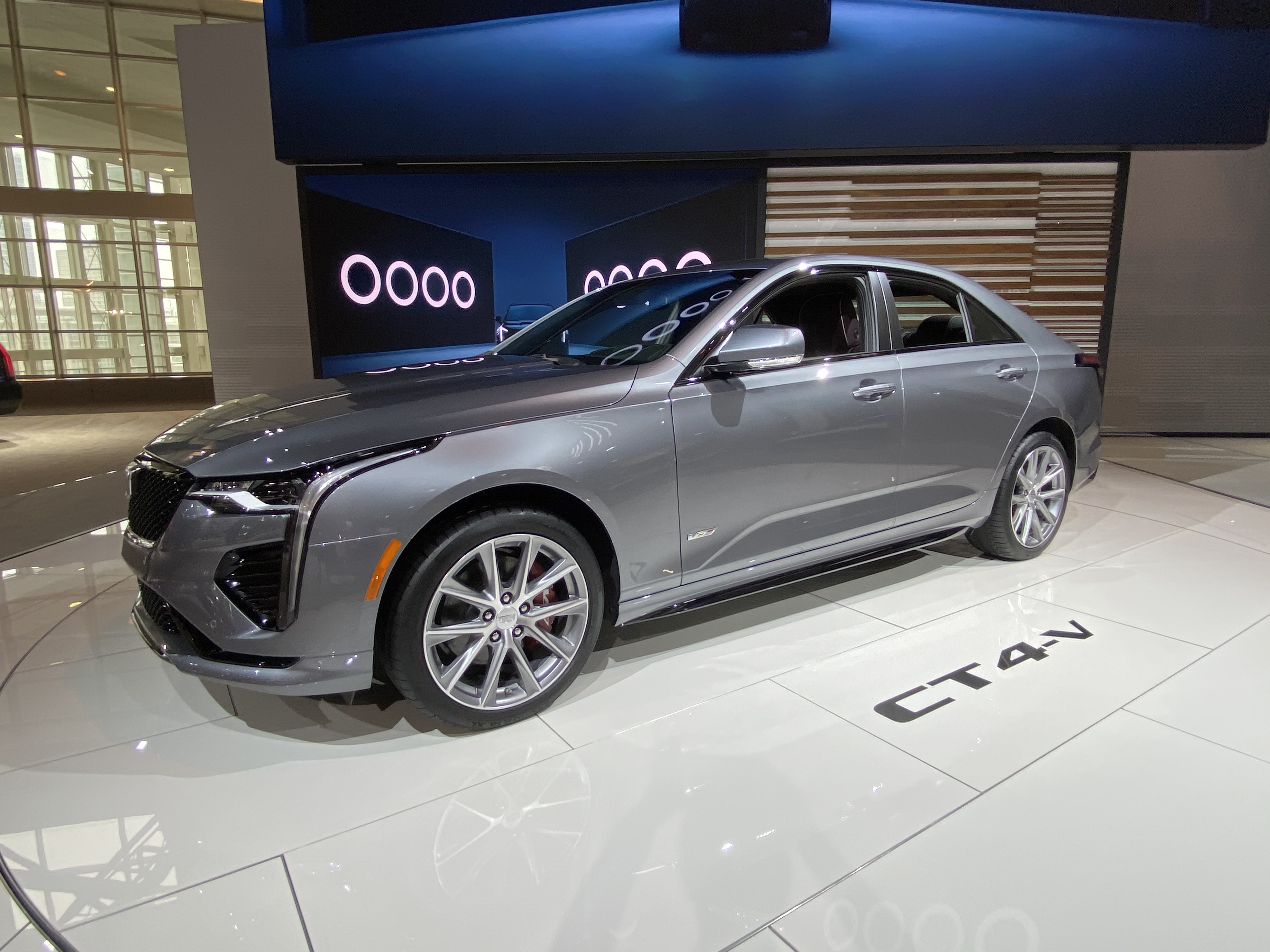
Cadillac CT4-V

Cadillac CT4 został zaprezentowany po raz pierwszy pod koniec maja 2019 roku jako zupełnie nowy model klasy średniej, zastępując model ATS. Pierwszym wariantem, jaki przedstawiono, była sportowa odmiana CT4-V wyróżniająca się sportowym pakietem stylistycznym i 320-konnym, turbodoładowanym czterocylindrowym silnikiem o pojemności 2,7 litra. 
Pierwsze oficjalne fotografie i informacje na temat podstawowej odmiany CT4 Cadillac zaprezentował we wrześniu 2019 roku. Samochód oparto na wspólnej platformie z większym, przedstawionym w tym samym czasie modelem CT5, z którym dzieli identyczny projekt deski rozdzielczej. 
Cadillac CT4 utrzymany został w kierunku stylistycznym zaprezentowanym po raz pierwszy w styczniu 2019 roku za pomocą SUV-a XT6, wyróżniając się większą, pozbawioną chromowanych ozdobników atrapą chłodnicy i trójramiennymi, tylnymi lampami. 

### Sprzedaż
Oficjalna specyfikacja i ceny na rynku Ameryki Północnej zostały przedstawione w październiku 2019 roku, zapowiadając początek sprzedaży Cadillaca CT4 na początek 2020 roku.

### Silniki
- R4 1.5 Turbo LDF 211 KM
- R4 2.0 Turbo LSY 237 KM
- R4 2.7 Turbo L3B 310 KM
- R4 2.7 Turbo L3B 310 KM (CT4-V)
- V6 3.6 Twin Turbo LF4 472 KM (CT4-V BLACKWING)